# اکوسین
شهر اکوسین (به فرانسوی: Écaussinnes) در شهرستان سوئنیه  در استان انو  در منطقه فدرال والوون در کشور بلژیک واقع شده‌است.